# Anton Fugger

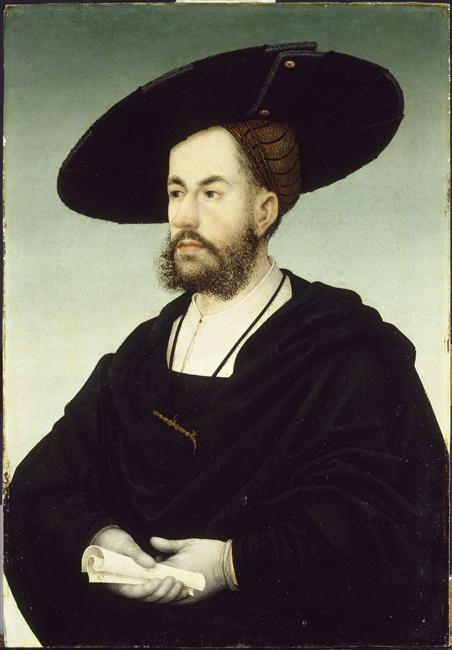
Porträt von Anton Fugger (von Hans Maler zu Schwaz)

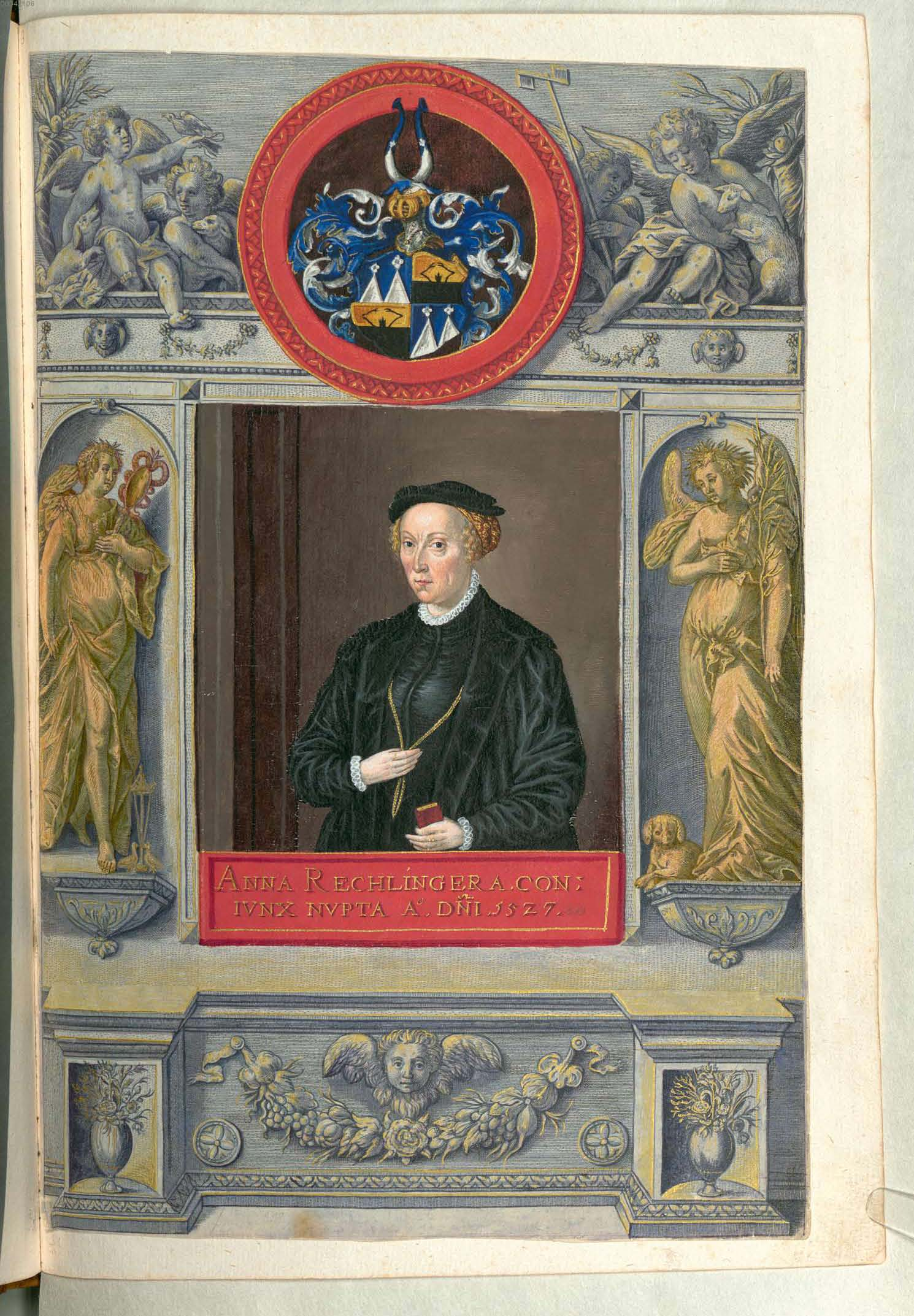
Ehefrau Anna Rehlinger

Anton Fugger von der Lilie (* 10. Juni 1493 in Augsburg; † 14. September 1560 ebenda) war ein deutscher Kaufmann, Reichsgraf und Bankier.
Zum Gedenken an den einflussreichen Kaufmann gab die Stadt Augsburg der 1997 fertiggestellten Lechbrücke den Namen Anton-Fugger-Brücke.

## Leben und Werk
Anton wurde als dritter und jüngster Sohn von Georg Fugger und seiner Frau Regina Imhof 1493 in Augsburg geboren. 1525 übernahm er das Handelsimperium der Fugger von seinem kinderlosen Onkel, Jakob „dem Reichen“, zusammen mit seinem Bruder Raymund und seinem Cousin Hieronimus. Anton Fugger war neben Jakob Fugger das bedeutendste Mitglied dieser Familie, die innerhalb weniger Generationen zur reichsten Familie der damaligen Welt geworden war.
Im Jahre 1527 heiratete Anton Fugger die Augsburger Patriziertochter Anna Rehlinger (vgl. von Rehlingen). Aus der Ehe gingen vier Söhne und sechs Töchter hervor. 1530 wurde er von Karl V. zum Reichsgrafen erhoben. Zwei Jahre später erkannten ihn Raymund und Hieronimus als Oberhaupt der Firma an. In der Folge dehnte er den Handel der Fugger bis nach Buenos Aires, Mexiko und Westindien aus. Er unterstützte die Kaiser Karl V. und Ferdinand I. und galt als „Fürst der Kaufleute“. Seine Geschäfte führte er dabei nach dem Wahlspruch „Stillschweigen stehet wohl an!“.
Zu einer seiner größten Leistungen zählte die Weichenstellung für die Zukunft des „Fuggerschen Namens und Stammes“. So veränderte er die wirtschaftlichen Grundlagen mit einem stark vergrößerten Grund- und Herrschaftsbesitz. Schließlich bereitete er die kommende soziale Rolle der Familie durch gezieltes Heiraten seiner Söhne und Töchter mit dem Landadel vor. Er fundamentierte somit den Einfluss und vermehrte Reichtum und Ansehen der Familie Fugger.
Fugger wirkte zudem als Mäzen, etwa für den Humanisten und Herausgeber Georg von Logau, der ihm im Februar 1534 in einer Sammlung von Jagdgedichten die erste Halieutica-Ausgabe des Ovid widmete.

## Nachkommen
Aus der Ehe mit Anna Rehlinger gingen folgende Söhne und Töchter hervor:
- Marx (Markus) (1529–1597) ⚭ Gräfin Sibylla von Eberstein (1531–1589)
- Anna (1530–1549)
- Hans (Johannes) (1531–1598) ⚭ Elisabeth Freiin Notthafft von Weißenstein
- Catharina (1532–1585) ⚭ Jakob Graf von Montfort
- Jeronimus (1533–1573)
- Regina (1537–1584) ⚭ Wolfgang Dietrich Graf zu Hardegg
- Susanna (1539–1588) ⚭ Balthasar Trautson Freiherr von Matrai
- Jakob (1542–1598) ⚭ Anna Ilsung von Tratzberg
- Maria (1543–1583) ⚭ Michael von Eitzing
- Veronika (1545–1590) ⚭ Gaudenz zu Spaur

Genealogisch betrachtet ist Anton Fugger der Stammvater der Anton-Linie, neben der von seinem Bruder Raymund begründeten Raymund-Linie einer der beiden Hauptlinien der Fugger von der Lilie. Damit ist er gemeinsamer Vorfahr aller Angehörigen der Häuser Fugger-Glött und Fugger-Babenhausen.